# 妻側

切妻造

妻側（つまがわ）は、勾配屋根のかけられた建築物の棟に、直角方向に平行材が渡される両側面のことである。単に妻（つま）ともいう。これに対して、棟に平行に平行材が渡される両側面を平側（ひらがわ）という。
建築においては妻側に渡される梁のことを「妻梁（つまばり）」、妻側の壁の事を「妻壁（つまかべ）」という。
日本建築において長手方向を正面と捉える事が多い。妻（つま）とは、そで・わき・端などの側面のことをいうため、簡単に言ってしまえば、建物の短手部分が妻側である。一方で妻側を正面とする建物のことを「妻入り（つまいり）」という。代表的なものに切妻造がある。